# 国际村 (莱列克区)
国际村（俄语：Интернациональное）是吉尔吉斯斯坦巴特肯州莱列克区下辖的一个村。根据2009年吉尔吉斯共和国人口普查，该村人口为3560人。

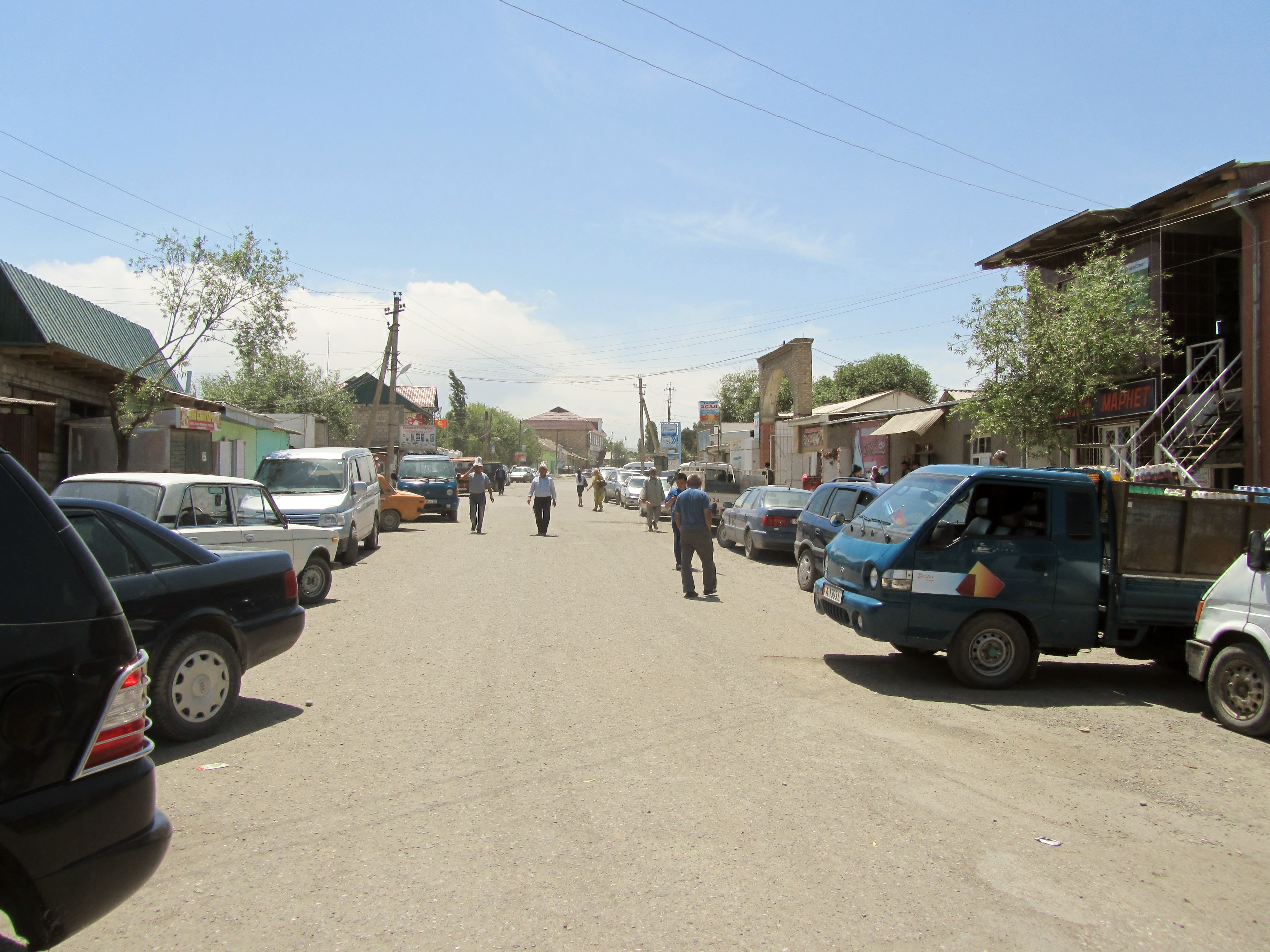
国际村的一条主街